# Compsoneura trianae
Compsoneura trianae là một loài thực vật có hoa trong họ Myristicaceae. Loài này được Warb. mô tả khoa học đầu tiên năm 1897.